# Seznam chráněných území v okrese Banská Štiavnica
Toto je seznam chráněných území v okrese Banská Štiavnica aktuální k roku 2017, ve kterém jsou uvedena chráněná území v oblasti okresu Banská Štiavnica.
| Kód  | Obrázek                              | Typ | Název                              | Rozloha (ha) | Galerie Commons                                 | Popis území | Souřadnice                      |
| ---- | ------------------------------------ | --- | ---------------------------------- | ------------ | ----------------------------------------------- | ----------- | ------------------------------- |
| 203  |                                      | CHA | Arborétum Kysihýbeľ                | 7,5400       |                                                 |             |                                 |
| 221  | Banská Štiavnica - Botanická záhrada | CHA | Banskoštiavnická botanická záhrada | 3,5522       |                                                 |             | 48°27′35″ s. š., 18°54′4″ v. d. |
| 1125 |                                      | PR  | Gajdošovo                          | 18,2819      |                                                 |             |                                 |
| 258  |                                      | PR  | Holík                              | 31,9800      |                                                 |             |                                 |
| 56   |                                      | PR  | Jabloňovský Roháč                  | 64,6400      |                                                 |             |                                 |
| 832  |                                      | PR  | Kamenný jarok                      | 65,1000      |                                                 |             |                                 |
| 1041 |                                      | CHA | Michalské rašelinisko              | 0,0846       |                                                 |             |                                 |
| 413  | Sitno z Tatarské louky               | NPR | Sitno                              | 93,6800      | Kategorie „Sitno“ na Wikimedia Commons          |             | 48°24′7″ s. š., 18°52′45″ v. d. |
| 490  | Žakýlske pleso                       | PP  | Žakýlské pleso                     | 6,3800       | Kategorie „Žakýlske pleso“ na Wikimedia Commons |             | 48°30′43″ s. š., 18°56′5″ v. d. |